# X. Vilmos aquitániai herceg
X. (Szent) Vilmos (Toulouse, 1099 – Santiago de Compostela, 1137. április 9.) Aquitánia hercege 1126-tól haláláig.
Aquitániai Eleonóra francia, majd később angol királyné édesapja 1099-ben, Toulouse-ban jött világra, a Ramnulfids-ház sarjaként, IX. Vilmos aquitániai herceg és második felesége, Toulouse-i Filippa grófnő első gyermekeként és első fiaként. A szülők 1094-ben házasodtak össze.
Apai nagyszülei: VIII. Vilmos aquitániai herceg és Burgundiai Hildegarde hercegnő
Anyai nagyszülei: IV. Vilmos, Toulouse grófja és Mortain-i Emma grófnő
Testvérei:
- Rajmund (1115 – 1149. június 29.) Antiochia hercege volt 1136 és 1149 között. 1136-ban feleségül vette Antiochiai Konstanca hercegnőt, aki három gyermeket (Bohemund, Mária és Filippa) szült férjének, de a férfi halála után ismét férjhez ment, ezúttal Châtillon-i Rajnaldhoz, akinek két leányt (Ágnes és Johanna) szült. Ágnes 1170-ben III. Béla magyar király első felesége lett.

- Ágnes (meghalt 1159 körül), első férje V. Aimery (Thouars vikomtja) volt 1117 és 1127 között, akinek három fiút (Vilmos, Guy és Gotfrid) szült, az özvegyasszony második férje pedig II. Ramiro (Aragónia királya) lett 1135. november 13-án, akinek egy leányt (Petronilla, Aragónia későbbi királynője) szült.

Rajtuk kívül még volt négy lánytestvére is, akiknek a nevét sajnos nem ismerjük, vagy azért, mert már a születésükkor meghaltak, vagy mert sehol nem jegyezték fel keresztnevüket.
Vilmos 1121-ben nőül vette szeretőjét, a 17-18 esztendős Aenor de Châtellerault-t, akinek édesanyja, Dangereuse de L’Isle Bouchard évekig volt Vilmos édesapjának ágyasa.
A házaspárnak három gyermeke született:
- Eleonóra (1122 vagy 1124 – 1204. április 1.), előbb VII. Lajos francia király, majd pedig II. Henrik angol király hitvese volt.

- Petronella (1125 körül – 1193), ő 1140-ben hozzáment I. Raul vermandois-i grófhoz.

- Vilmos Aigret (1126 körül – 1130 márciusa), ő 4 éves korában, édesanyjával együtt veszítette életét Talmont-sur-Gironde városában

Egyetlen fia halála nagyon megviselte a herceget, aki így férfi örökös nélkül maradt, ezért özvegyként újra nősülni akart, abban a reményben, hogy második felesége fiút szül majd neki.
Vilmos unokái:
- Mária (később Champagne grófnéja) és Alíz (később Blois grófnéja) francia királyi hercegnők (Aquitániai Eleonóra és VII. Lajos király leányai)

- Vilmos angol királyi herceg (Poitiers grófja), Henrik angol királyi herceg (Anjou és Maine grófja), Matilda angol királyi hercegnő (később szász és bajor hercegné), Richárd angol királyi herceg (később Oroszlánszívű Richárd néven Anglia királya), Gotfrid angol királyi herceg (később Bretagne hercege), Leonóra angol királyi hercegnő (később Kasztília királynéja), Johanna angol királyi hercegnő (később Szicília királynéja) és János angol királyi herceg (később Földnélküli János néven Anglia királya), ők Aquitániai Eleonóra és II. Henrik király gyermekei

- Erzsébet (Vermandois grófnője, később Flandria grófnéja), Ralf (Vermandois grófja) és Eleonóra (Vermandois grófnője, később Ostervant grófnéja, Nevers grófnéja, Boulogne grófnéja, valamint Beaumont grófnéja), ők pedig Petronilla hercegnő és I. Raul vermandois-i gróf gyermekei

Vilmos kitartóan és bőkezűen támogatta a művészeket és a művészeteket, udvarában számos költő és trubadúr fordult meg az évek során. (Ezen kívül a herceg nagyon szerette a lovagi tornákat és a bajvívást is.) 1136-ban fegyveres konfliktusba keveredett Normandiával (akkoriban V. Gottfried, Anjou grófja akarta kormányozni ezt a területet felesége, Matild angol királyi hercegnő nevében) és Franciaországgal. Aquitániát azonban belpolitikai veszély is fenyegette abban az időszakban, ugyanis két gazdag és befolyásos nemesi család (a Lusignanok és a Parthenay-ok) fogott össze X. Vilmos uralma ellen. A herceg kezdetben II. Anaklét ellenpápát és annak 1130-ban kieszközölt egyházszakadását támogatta II. Ince pápával szemben. 1134-ben azonban Clairvaux-i Szent Bernát meggyőzte Vilmost arról, hogy hagyjon fel II. Anaklét támogatásával, s álljon át II. Ince oldalára. 
A herceg elhatározta, hogy még mielőtt újraházasodna, elzarándokol Santiago de Compostelába, hogy megkapja Isten és a szentek jóindulatát ahhoz, hogy új felesége fiúval ajándékozhassa meg őt. 
Vilmos 1137. április 9-én, 37 vagy 38 éves korában hunyt el — nagyon valószínű, hogy ételmérgezés miatt. Végakarat szerint idősebb lánya, Eleonóra örökölte Aquitániát azzal a kikötéssel, hogy mihamarabb menjen férjhez és nevében hitvese kormányozza majd a kiterjedt birtokokat. Vilmos halálakor VI. Lajos ült Franciaország trónján, és kigondolta, hogy fia, a trónörökös Lajos herceg vegye nőül a szép és gazdag Eleonórát. A vonzó és fiatal örökösnő 15 éves korában, 1137. július 25-én, Bordeaux városában hozzáment a 17 esztendős Lajos herceghez.